# Maria Theresia van Toscane

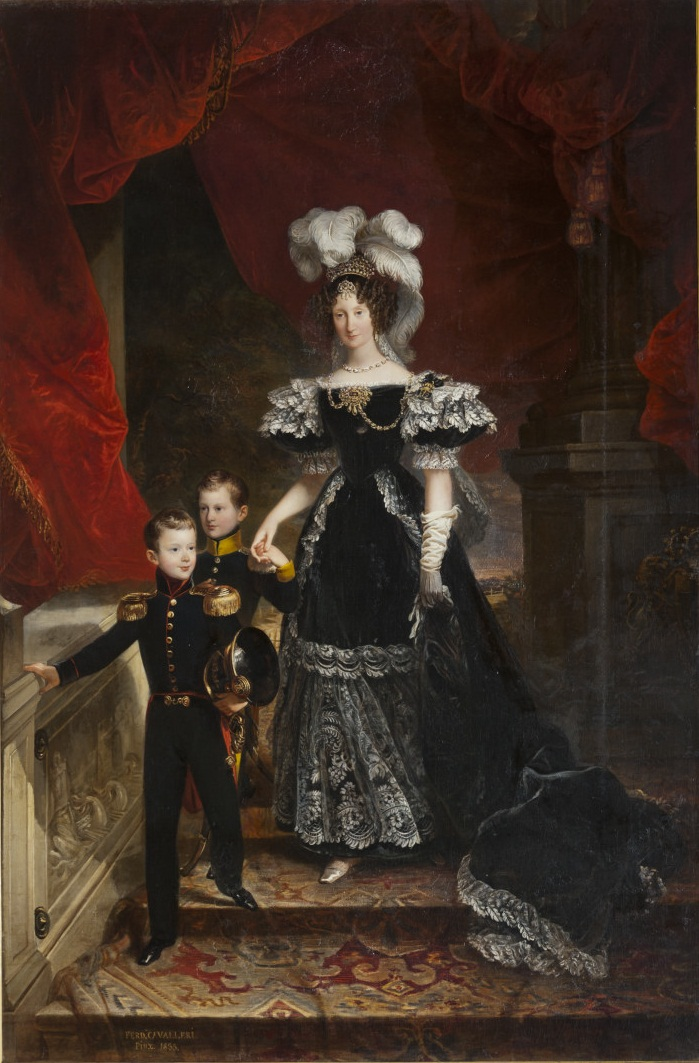
Koningin Maria Theresia met haar twee zoons, Victor-Emanuel en Ferdinand.

Maria Theresia Franciska Josepha Johanna Benedicte van Toscane, aartshertogin van Oostenrijk, prinses van Hongarije en Bohemen (Wenen, 21 maart 1801 — aldaar, 12 januari 1855), was een dochter van groothertog Ferdinand III van Toscane en Louisa Maria van Bourbon-Sicilië. Ze was getrouwd met koning Karel Albert van Sardinië. 

## Leven
Ze werd geboren in Wenen tijdens de ballingschap van haar ouders, die waren gevlucht uit Toscane toen de legers van Napoleon Bonaparte het land binnen trokken. Haar moeder, een dochter van koning Ferdinand I der Beide Siciliën en koningin Maria Carolina van Oostenrijk, stierf een jaar na de geboorte van Maria Theresia. Groothertog Ferdinand III was een zoon van keizer Leopold II en Maria Louisa van Spanje.
Na de restauratie van 1814 werd Ferdinand III keurvorst van het Aartsbisdom Salzburg en daardoor verhuisde de familie naar Würzburg. Maria Theresia trad op 3 september 1817 in het huwelijk met Karel Albert van Sardinië, de bruiloft werd gevierd in de kathedraal van Florence op 2 oktober. Uit het huwelijk werden drie kinderen geboren.
In 1824 werden Karel Albert en Maria Theresia benoemd tot erfgenamen van de troon door koning Victor Emanuel I van Sardinië, ze werden in 1831 koning en koningin toen koning Karel Felix van Sardinië kinderloos was gestorven.
Haar man, Karel Albert, trad af als koning op 23 maart 1849. Na de dood van haar man op 28 juli 1849 te Porto, in Portugal, weigerde Maria Theresia zich nog in het openbaar te vertonen en keerde ze in 1851 terug naar Toscane waar ze vier jaar later op 12 januari 1855 stierf. Ze werd bijgezet in de basiliek van Superga in Turijn. Ze was erg (rooms-)katholiek en zeer conservatief, Maria Theresia had een grote invloed op haar oudste zoon.

## Kinderen
- Victor Emanuel (14 maart 1820 - 9 januari 1878), trad in het huwelijk met Adelheid van Oostenrijk. Werd in 1849 koning van Sardinië en in 1861 koning van Italië.
- Ferdinand (15 november 1822 - 10 februari 1855), hertog van Genua. Trad in het huwelijk met Elizabeth van Saksen.
- Maria Christina (2 juli 1826 - 15 juli 1827).